# Beamtenrecht (Deutschland)
Das Beamtenrecht in Deutschland regelt das Sonderrechtsverhältnis der Beamten. Das Beamtenrecht gehört zum öffentlichen Recht und ist Teil des Besonderen Verwaltungsrechts.
Der Staat bzw. andere juristische Personen des öffentlichen Rechts bedürfen natürlicher Personen, um handlungsfähig zu sein. Diese Aufgabe wird vom Öffentlichen Dienst wahrgenommen. Der Staat handelt dabei durch Beamte sowie durch Soldaten (geregelt im Soldatengesetz), Richter (geregelt im Deutschen Richtergesetz) und Arbeitnehmer, die nach dem Tarifvertrag für den öffentlichen Dienst (TVöD), dem Tarifvertrag für den öffentlichen Dienst der Länder (TV-L) und dem Tarifvertrag für den öffentlichen Dienst des Landes Hessen (TV-H) vergütet werden. Die Soldaten, Richter und Arbeitnehmer im öffentlichen Dienst betreffenden Rechtsverhältnisse zählen nicht zum Beamtenrecht, obwohl insbesondere bei Soldaten und Richtern vielfach Parallelen bestehen.

## Unterschiede zum Arbeitsrecht
Das Beamtenverhältnis (insbesondere Begründung, Beendigung, Rechte und Pflichten) ist einseitig hoheitlich durch Gesetz vom Gesetzgeber ausgestaltet, wobei es sich hinsichtlich der Ernennung um einen mitwirkungsbedürftigen Verwaltungsakt handelt. Damit unterscheidet sich das Beamtenrecht entscheidend vom Arbeitsrecht, wo von Arbeitgeber und Arbeitnehmer ein Individualarbeitsvertrag bzw. den Tarifvertragsparteien ein kollektiver Arbeitsvertrag (Tarifvertrag, Betriebsvereinbarung) ausgehandelt wird. Beispielsweise können Tariferhöhungen für die Beschäftigten im öffentlichen Dienst, die die Tarifvertragsparteien vereinbart haben, erst durch ein Gesetz auf Beamte übertragen werden. Andererseits verweisen tarifliche Regelungen, insbes. für Arbeitnehmer im öffentlichen Dienst, des Öfteren auf die Regelungen für Beamte bei der gleichen Dienststelle (z. B. zur Arbeitnehmerhaftung und zu Reisekostenerstattung).

## Rechtsquellen

### Grundgesetz
Die grundlegenden Regelungen des Beamtenrechts finden sich in Art. 33 Grundgesetz (GG) und sind vom Gesetzgeber zu beachten. Die Gesetzgebungskompetenz für das Beamtenrecht wurde durch die Föderalismusreform grundlegend geändert. Während das Recht der Bundesbeamten nach wie vor nach Art. 73 Abs. 1 Nr. 8 GG der ausschließlichen Gesetzgebungskompetenz des Bundes zugeordnet ist, gehört das Recht für Landes- und Kommunalbeamte überwiegend zur alleinigen Gesetzgebungskompetenz der Länder. Das betrifft insbesondere das Besoldungs-, Versorgungs- und Laufbahnrecht. Für die Statusrechte und -pflichten besteht nach Art. 74 Abs. 1 Nr. 27 GG eine konkurrierende Gesetzgebungskompetenz. Hiervon hat der Bund im Beamtenstatusgesetz mit Zustimmung des Bundesrats Gebrauch gemacht.
Vor der Föderalismusreform gehörte das Statusrecht der Landes- und Kommunalbeamten zur Rahmengesetzgebungskompetenz des Bundes nach Art. 75 GG a.F. sowie die Bereiche Besoldung und Versorgung zur konkurrierenden Gesetzgebung nach Art. 74a GG a.F.

### Beamtengesetze

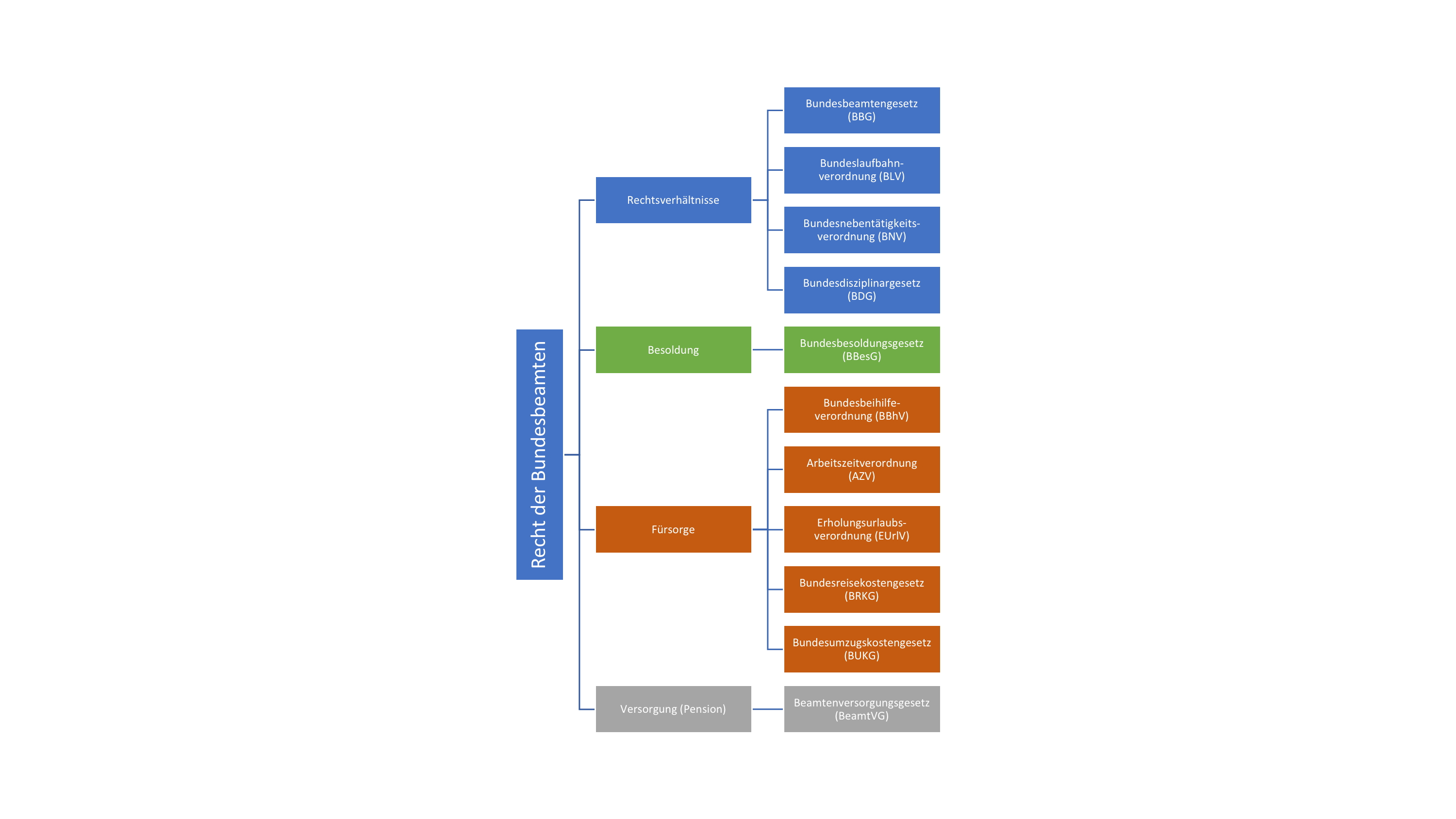
Übersicht über die wichtigsten Rechtsquellen des deutschen Bundesbeamtenrechts

Auf Bundesebene gelten das Bundesbeamtengesetz (BBG), das Bundesbesoldungsgesetz (BBesG) und das Beamtenversorgungsgesetz (BeamtVG), während die Länder ihre jeweiligen Landesbeamten-, Landesbesoldungs- und Landesversorgungsgesetze erlassen haben. Bedeutsam ist zudem das Beamtenstatusgesetz (BeamtStG), das bundeseinheitliche statusrechtliche und -pflichtige Regelungen enthält, welche von den Ländern beachtet werden müssen.
Daneben treten weitere – jeweils vom Bund bzw. von den Ländern erlassene Gesetze bzw. Verordnungen, wie Arbeitszeitverordnung, Erholungsurlaubsverordnung, Mutterschutz- und Elternzeitverordnung, Nebentätigkeitsverordnung, Laufbahnverordnung, Bundesdisziplinargesetz.

### Spezialregelungen für bestimmte Beamtengruppen
Für bestimmte Beamtengruppen bestehen spezielle Regelungen – Beispiele: für Bundespolizisten das Bundespolizeibeamtengesetz, für den Bundesrechnungshof das Gesetz über den Bundesrechnungshof, für den Auswärtigen Dienst das Gesetz über den Auswärtigen Dienst, für die Bundesagentur für Arbeit das SGB III, für die Deutsche Bundesbank das Bundesbankgesetz oder für den Zoll das Gesetz über die Finanzverwaltung.
Grundsätzlich gilt, dass für den Bund und juristische Personen des öffentlichen Rechts, die der Aufsicht des Bundes unterstehen, das Bundesbeamtengesetz nebst Nebengesetzen und Verordnungen gilt, während für die jeweiligen Bundesländer und die von diesen beaufsichtigten juristischen Personen des öffentlichen Rechts (inklusive der Gemeinden und Gemeindeverbände) das jeweilige Landesbeamtenrecht anzuwenden ist.

## Verfassungsrechtliche Grundlagen
Die verfassungsrechtlichen Bestimmungen des Art. 33 GG sind vom Gesetzgeber zwingend zu beachten:
- In Art. 33 Abs. 2 GG wird das Leistungsprinzip statuiert, das den Zugang zum öffentlichen Dienst ausschließlich von Eignung, Befähigung und fachlicher Leistung abhängig macht. Ämterprotektion ist damit (eigentlich) ausgeschlossen.
- In Art. 33 Abs. 3 GG wird eine Benachteiligung wegen eines weltanschaulichen Bekenntnisses ausgeschlossen (besonderer Gleichheitssatz).

Der Funktionsvorbehalt des Art. 33 Abs. 4 GG soll sicherstellen, dass bestimmte hoheitliche Bereiche nur von Beamten, die in einer besonderen Dienst- und Treuepflicht zum Staat stehen, ausgeübt werden dürfen. Hierbei spricht man auch vom sog. „Berufsbeamtentum“.
Art. 33 Abs. 5 GG sichert mit den hergebrachten Grundsätzen des Berufsbeamtentums einen Kernbestand von Strukturprinzipien des Beamtenrechts, die nach Auffassung des Bundesverfassungsgerichtes zumindest schon in der Weimarer Reichsverfassung anerkannt worden sind und verpflichtet den Gesetzgeber, diese zu beachten. Hierzu zählen: Dienst- und Treuepflicht, Streikverbot, Laufbahnprinzip, Alimentationsprinzip, Lebenszeitprinzip und die Fürsorgepflicht.

## Das Beamtenverhältnis

### Arten von Beamten
Beamter ist, wer zu einem Dienstherrn in einem öffentlichen-rechtlichen Dienst- und Treueverhältnis steht. Dienstherrenfähigkeit haben neben dem Bund, den Ländern, Gemeinden und Gemeindeverbänden auch die weiteren juristischen Personen des öffentlichen Rechts (Anstalten, Körperschaften und Stiftungen), sofern letztere hierzu durch ein Gesetz ermächtigt sind. Diese Ermächtigung unterscheidet sich landesrechtlich erheblich (z. B. Industrie- und Handelskammer, Rundfunkanstalt). Die Kirchenbeamten der öffentlich-rechtlichen Religionsgesellschaften stehen, anders als die Beamten der staatlichen Körperschaften des öffentlichen Rechts, nicht in einem Dienst- und Treueverhältnis zum Staat, sondern zur Kirche.
Folgende Beamtenverhältnisse werden unterschieden, die mit der Ernennung begründet werden (§ 6 BBG, § 4 BeamtStG):
- Beamter auf Lebenszeit,
- Beamter auf Zeit (Ernennung auf bestimmte Dauer – wichtige Gruppe sind die kommunalen Wahlbeamten),
- Beamter auf Probe (zur späteren Verwendung als Beamter auf Lebenszeit bzw. zur späteren dauerhaften Übertragung eines Leitungsamtes),
- Beamter auf Widerruf (während des Vorbereitungsdienstes, etwa als Anwärter oder Referendar),
- Ehrenbeamter (unentgeltliche Wahrnehmung von hoheitlichen Aufgaben, z. B. ehrenamtlicher Bürgermeister).

Die Berufung in das Beamtenverhältnis auf Lebenszeit betrifft den Großteil der Beamtenschaft.

### Laufbahnprinzip
Das Laufbahnrecht ist in Bund und Ländern unterschiedlich geregelt. Im Bund umfasst eine Laufbahn alle Ämter derselben Fachrichtung, die eine gleiche Vorbildung voraussetzen. Zur Laufbahn gehören auch der Vorbereitungsdienst und die Probezeit. Der Beamte wird in eine Laufbahn entsprechend seiner schulischen Vorbildung berufen.
Folgende Bildungsvoraussetzungen für die Laufbahnen werden unterschieden:
- einfacher Dienst – Voraussetzung: Hauptschulabschluss
- mittlerer Dienst – Voraussetzung: Mittlere Reife oder Hauptschulabschluss und Berufsausbildung
- gehobener Dienst – Voraussetzung: Fachhochschulreife oder Bachelor, in einigen Laufbahnen ist auch ein abgeschlossenes Studium an einer Hochschule notwendig.
- höherer Dienst – Voraussetzung: Universitätsabschluss oder Master

Für Spitzenbeamte der jeweiligen Laufbahn ist der Aufstieg in die höhere Laufbahn unter bestimmten engen Voraussetzungen möglich.
In den Ländern gibt es auch andere Modelle mit unterschiedlichen Einstiegsvoraussetzungen (z. B. die Einheitslaufbahn in Bayern oder das zweigliedrige Laufbahngruppenprinzip in Niedersachsen, Hamburg, Bremen und Schleswig-Holstein und Nordrhein-Westfalen).

### Berufung in das Beamtenverhältnis
Die Ernennung des Beamten bedarf gemäß der gesetzlich vorgeschriebenen Verfahren und Formvorschriften eines Verwaltungsaktes. Ernannt werden können nur
- Deutsche im Sinne des Art. 116 GG,
- Staatsbürger eines anderen Mitgliedstaates der Europäischen Union oder eines Vertragsstaates des Abkommens über den Europäischen Wirtschaftsraums sowie
- Staatsbürger eines Drittstaates, dem Deutschland oder die EU vertraglich einen entsprechenden Anspruch auf Anerkennung der Berufsqualifikation eingeräumt haben (z. B. der Schweiz).

Ausnahmen aus einem dringenden dienstlichen Bedürfnis oder im Hochschulbereich sind möglich (§ 7 Abs. 3 BBG bzw. § 7 Abs. 3 BeamtStG). Der Bewerber muss die für die jeweilige Laufbahn erforderliche fachliche Eignung besitzen (vergleiche Art. 33 Abs. 2 GG) sowie jederzeit für die freiheitlich-demokratische Grundordnung eintreten. Für den Bewerber muss eine besetzbare Planstelle vorhanden sein.
Durch die Ernennungsurkunde wird dem Bewerber das Amt mit entsprechenden Bezügen verliehen (z. B. als Regierungsrat). Jede Veränderung des konkreten Beamtenverhältnisses zum Beispiel durch Beförderung (Verleihung eines anderen Amtes mit höheren Bezügen – vom Regierungsrat zum Oberregierungsrat; dabei muss sich auch die Amtsbezeichnung ändern) oder Aufstieg (der Wechsel der Laufbahn) unterliegen der gleichen Formstrenge wie die Ernennung in das Beamtenverhältnis.
Die benannte Formstrenge wird durch das Urkundenprinzip ausgefüllt. An eine Urkunde sind entsprechende Anforderungen zu stellen. Nähere Regelungen dazu finden sich in § 8 BeamtenStG bzw. § 10 BBG. Dort ist unter anderem geregelt, welchen exakten Wortlaut beispielsweise eine Urkunde beinhalten muss, mit der ein Beamtenverhältnis begründet wird ("...unter Berufung in das Beamtenverhältnis..."). Auch die Art des Beamtenverhältnisses muss in der Ernennungsurkunde ausdrücklich genannt sein (Ehrenbeamter, Beamter auf Zeit, Beamter auf Widerruf, Beamter auf Probe, Beamter auf Lebenszeit).
Genügt eine solche Urkunde den formalen Anforderungen nicht, so ist die Ernennung nichtig oder zurückzunehmen, siehe §§ 13 ff. BBG bzw. § 11 Abs. 1 BeamtStG.
Der Gedanke des Art. 33 GG, der allen Bürgern den gleichen Zugang zu öffentlichen Ämtern gewährt, wird in § 9 BBG bzw. § 9 BeamtStG ausgeführt: Ernennungen sind nach Eignung, Befähigung und fachlicher Leistung ohne Rücksicht auf Geschlecht, Abstammung, Rasse oder ethnische Herkunft, Behinderung, Religion oder Weltanschauung, politische Anschauungen, Herkunft, Beziehungen oder sexuelle Identität vorzunehmen. Eingeschränkt wird dies nur durch die Bestimmungen im § 7 BBG.

### Vollzeit und Teilzeit
Das Beamtenrecht geht gemäß Art. 33 Abs. 5 GG von hergebrachten Grundsätzen des Berufsbeamtentums aus (siehe Abschnitt „Verfassungsrechtliche Grundlagen“). Zu diesen zählen unter anderem die Grundsätze der Hauptberuflichkeit, der Dienstleistung auf Lebenszeit (Lebenszeitprinzip) und der entsprechenden Vollalimentation (Alimentationsprinzip). Eine Teilzeitbeschäftigung, die auf einer eigenverantwortlichen Entscheidung des betroffenen Beamten basiert, widerspricht nicht dem Alimentationsprinzip; hingegen wurde eine Zwangsteilzeit, insbesondere eine Berufung in ein Teilzeit-Beamtenverhältnis, von mehreren Verwaltungsgerichten für unzulässig erklärt. Der Antrag eines Beamten auf Teilzeitarbeit kann nur abgelehnt werden, wenn dienstliche Belange entgegenstehen (§ 91 BBG). Des Weiteren bestehen insbesondere auch eine Teilzeit aus familiären Gründen (§ 92 BBG) und eine Teilzeitbeschäftigung während der Elternzeit (§ 7 Mutterschutz- und Elternzeitverordnung).
Eine Nebentätigkeit darf der teilzeitbeschäftigte Beamte in demselben Umfang und unter den gleichen Voraussetzungen ausüben wie ein Vollzeitbeschäftigter.
Bei Teilzeitarbeit werden die Dienstbezüge von Beamten und die Anwärterbezüge von Anwärtern grundsätzlich im gleichen Verhältnis wie die Arbeitszeit gekürzt (§ 6 Abs. 1 BBesG). Beim Aufstieg der jeweiligen Grundgehaltsstufen (nach den sogenannten „Erfahrungsstufen“) zählen Zeiten einer Teilzeitbeschäftigung wie Zeiten einer Vollzeitbeschäftigung. Somit dürfen Beamte mit einer verringerten Arbeitszeit bei der Feststellung der Laufbahnbefähigung, bei Beförderungen und beim beruflichen Aufstieg nicht benachteiligt werden.
Die in Teilzeit gearbeiteten Jahre werden bei der Pension anteilig im Verhältnis zu einer Vollarbeitskraft berücksichtigt; ein darüber hinausgehender Versorgungsabschlag ist unzulässig.

### Beendigung des Beamtenverhältnisses
Das Beamtenverhältnis wird beendet (bei Bundesbeamten §§ 30 bis 59 BBG, bei Landesbeamten §§ 22 bis 24 BeamtStG) durch Tod, Entlassung (z. B. bei Verlust der Staatsangehörigkeit oder auf eigenen Wunsch), Verlust der Beamtenrechte (etwa bei rechtskräftiger Verurteilung wegen einer vorsätzlichen Straftat zu einer Freiheitsstrafe von mindestens einem Jahr) und bei Entfernung aus dem Beamtenverhältnis wegen eines Dienstvergehens (dies setzt ein Verfahren nach dem Disziplinargesetz voraus) sowie durch Eintritt oder Versetzung in den Ruhestand.
Eine Entlassung erfolgt durch Gesetz oder wird vollzogen durch einen die Entlassung verfügenden, hoheitlichen Verwaltungsakt (im Unterschied zu einer rein zivilrechtlichen Kündigungserklärung, mit der etwa ein Arbeitsverhältnis beendet werden kann).
Der Eintritt in den Ruhestand erfolgt in der Regel mit Erreichen der Altersgrenze (§ 25 BeamtStG, § 51 BBG). Ab Geburtsjahrgang 1964 sind dies in der Regel 67 Jahre. Für vorher geborene Beamte gelten Übergangsvorschriften. Bei Dienstunfähigkeit (körperliche oder geistige Schwächen – durch den Amtsarzt festzustellen) kann der Beamte auch vor Erreichen der Altersgrenze in den Ruhestand versetzt werden (§§ 44 bis 48 BBG).
Sonderregelungen gelten für politische Beamte (Beamte, die das besondere Vertrauen der politischen Führung genießen – die jeweiligen Ämter sind in den Beamtengesetzen definiert). Sie können jederzeit in den einstweiligen Ruhestand versetzt werden (§ 30 BeamtStG, §§ 54 ff. BBG). Beamte im Ruhestand haben entsprechend ihrer Vordienstzeiten Anspruch auf eine Versorgung nach dem Beamtenversorgungsgesetz.

## Rechtliche Stellung des Beamten

### Pflichten des Beamten
Beispielhaft heißt es in Art. 80 der Verfassung für das Land Nordrhein-Westfalen vom 28. Juni 1950:

„Die Beamten und sonstigen Verwaltungsangehörigen sind Diener des ganzen Volkes, nicht einer Partei oder sonstigen Gruppe. Sie haben ihr Amt und ihre Aufgaben unparteiisch und ohne Rücksicht auf die Person nur nach sachlichen Gesichtspunkten wahrzunehmen.“

Das entspricht den Regelungen §§ 60 ff. BBG bzw. §§ 33 ff. BeamtStG und den Beamtengesetzen der Länder. Jeder Beamte leistet folgenden Amtseid:

„Ich schwöre, daß ich das mir übertragene Amt nach bestem Wissen und Können verwalten, Verfassung und Gesetze befolgen und verteidigen, meine Pflichten gewissenhaft erfüllen und Gerechtigkeit gegen jedermann üben werde. So wahr mir Gott helfe.“

Dieser Amtseid beinhaltet in Kurzform die wesentlichen Pflichten des Beamten gegenüber dem Dienstherrn. Weiteres regeln die Gesetze des Bundes und der Länder.
Grundsätzlich gehören zu den erwähnten Pflichten des Beamten auch, Anordnungen vorgesetzter Stellen umzusetzen, soweit sie nicht gegen geltende Gesetze verstoßen. Der Beamte ist verpflichtet, der weisenden Stelle mitzuteilen, wenn er einen Konflikt zwischen der Anordnung und geltenden Gesetzen sieht (Remonstration). Der Beamte ist ferner verpflichtet, seine übergeordneten Stellen zu beraten und zu unterstützen. Er hat sich – auch außerhalb des Dienstes – jeder privaten Äußerung zu enthalten, die dem Ansehen des Amtes schaden oder den Verdacht der Parteinahme für eine gewisse Position aufkommen lassen könnten. Dazu gehört grundsätzlich auch, sich politisch zurückzuhalten (Mäßigungsgebot). Der Beamte ist – auch nach dem Ausscheiden aus dem aktiven Dienst – dazu verpflichtet, über alle Dinge, die ihm im Zuge seiner Tätigkeit bekannt wurden Verschwiegenheit (Amtsverschwiegenheit) zu wahren. Dieses gilt auch bei Aussagen vor Gericht, soweit der Dienstherr ihn nicht von dieser Pflicht im entsprechenden Fall ausdrücklich entbunden hat. Der Beamte ist verpflichtet, seine volle Arbeitskraft dem Dienstherren zu widmen. Nebentätigkeiten sind grundsätzlich genehmigungspflichtig und dürfen durch Art und Umfang nicht im Widerspruch zum eigentlichen Dienst stehen. Ebenfalls muss die Entlohnung für die beantragte Nebentätigkeit angegeben werden.
Dem Beamten ist es nicht erlaubt, Geld oder geldwerte Geschenke anzunehmen. Für Beamte gelten die §§ 331 bis 358 Strafgesetzbuch. Ohne Zustimmung des Dienstherren ist es ebenfalls nicht zulässig, Titel oder Orden anzunehmen. Der Dienstherr kann anordnen, dass der Beamte zum Tragen einer Dienstkleidung verpflichtet ist. Auch kann der Beamte verpflichtet werden, seinen Aufenthaltsort in der Nähe seines Dienstortes zu haben.
Die Nichtbeachtung der Dienstpflichten kann als Dienstvergehen entsprechend den Regelungen des Disziplinarrechtes geahndet werden. Bei vorsätzlichen oder grob fahrlässigen Dienstvergehen, die zu einem Schaden geführt haben, ist der Beamte regresspflichtig.

### Rechte des Beamten
Spiegelbildlich zur Dienst- und Treuepflicht des Beamten besteht die Fürsorgepflicht des Dienstherren und die Ausgestaltung des Beamtenverhältnisses als gegenseitiges Treueverhältnis. Der Treuepflicht des Beamten entspricht die Treuepflicht des Dienstherren gegenüber dem Beamten, der ihm beistehen und Schäden abwenden muss (etwa Rufschädigungen), sowie eine Anhörungs- und Beratungspflicht hat.
Wichtigste Fürsorgepflicht ist die bereits aus Art. 33 Abs. 5 GG folgende Pflicht zur amtsangemessenen Alimentation. Dazu zählt die amtsangemessenen Besoldung (vergl. Bundesbesoldungsgesetz), eine Altersversorgung im Ruhestand (vergl. Beamtenversorgungsgesetz), das Recht auf Urlaub (vergl. die Urlaubsverordnungen), auf Krankenhilfe, auf Beihilfe (vergl. Beihilfeverordnungen), Unfallfürsorge, Sachschadensersatz, auf Reisekosten- und Umzugskostenvergütung. Dienstrechtlich hat der Beamte ein Recht auf Einsicht in die Personalakte, auf ein Dienstzeugnis sowie ein Antrags- und Beschwerderecht.

### Rechtsschutz des Beamten
Wegen der hoheitlichen Ausgestaltung des Beamtenverhältnisses, werden Pflichten und Rechte des einzelnen Beamten durch den jeweiligen Dienstherren durch Verwaltungsakt einseitig festgelegt. Zur Durchsetzung seiner Rechte bzw. gegen belastende Verwaltungsakte des Dienstherren steht dem Beamten zunächst der Antrags- und Beschwerdeweg offen. Nach Erschöpfung kann aus den Rechten bzw. Pflichten des Beamtenverhältnisses vor dem Verwaltungsgericht geklagt werden (§ 54 BeamtStG, § 126 BBG). Hervorzuheben ist die Konkurrentenklage, die dem Beamten ermöglicht, gegen eine ungerechtfertigte Bevorzugung eines Mitbewerbers bei der Besetzung eines Dienstpostens vorzugehen.

## Personalvertretungsrecht
Im Bereich öffentlicher Dienstherren findet das auf die Privatwirtschaft zugeschnittene Betriebsverfassungsgesetz bzw. das Mitbestimmungsgesetz keine Anwendung (§ 130 Betriebsverfassungsgesetz).
Die Mitbestimmung der Bediensteten – für Beamte und Arbeitnehmer gleichermaßen – werden über Personalvertretungsgesetze des Bundes und der Länder gewährleistet (§ 51 BeamtStG). In Schleswig-Holstein heißt das Landespersonalvertretungsgesetz ungewöhnlicherweise Mitbestimmungsgesetz Schleswig-Holstein (MBG S-H), das auch für Beamte gilt. Hierfür wird bei den jeweiligen Behörden ein Personalrat, ggf. auch eine Jugend- und Auszubildendenvertretung gebildet.
Im Personalvertretungsrecht sind Mitbestimmungsrechte (Entscheidung bedarf der Zustimmung des Personalrates) und Mitwirkungs- oder Anhörungsrechte (Personalrat ist zu beteiligen) zu unterscheiden. Für Konfliktfälle ist bei der jeweiligen Behörde eine Einigungsstelle zu bilden.
Ausnahmsweise sind Beamte zum Betriebsrat nach dem Betriebsverfassungsgesetz wahlberechtigt und wählbar (§ 130 Abs. 1 BetrVG), Das gilt dann, wenn sie durch Zuweisung (§ 20 BeamtStG) in einem privatrechtlich organisierten Unternehmen tätig sind. Hierbei handelt es sich meist um kommunale Eigengesellschaften wie Stadtwerke, die sich im ausschließlichen oder überwiegenden Eigentum der öffentlichen Hand befinden.

## Besondere Beamtenverhältnisse
Für bestimmte Beamtengruppen gelten Sonderbestimmungen, die das allgemeine Beamtenrecht überlagern. Für beamtete Wissenschaftler (Professoren, wissenschaftliche Assistenten) gelten Sonderbestimmungen, da das Beamtenrecht von der Wissenschaftsfreiheit des Art. 5 Abs. 3 GG überlagert wird. Beispielsweise ist das Weisungsrecht eingeschränkt, um die Wissenschaftsfreiheit zu gewährleisten. Auch gelten für kommunale Wahlbeamte (Bürgermeister, Landrat, Beigeordnete) Sonderregelungen, da sich hier Beamtenrecht und Kommunalrecht überlagern.
Ein weiterer Sonderfall sind Dienstordnungsangestellte, die zwar privat einen Arbeitsvertrag abschließen, dann aber nach Beamtenrecht behandelt werden. Ab dem 1. Januar 2023 dürfen keine neuen Dienstordnungsverhältnisse mehr begründet werden.

## Entwicklungen im Beamtenrecht
Mit der Überführung der Sondervermögen der Deutschen Bundesbahn und der Deutschen Bundespost in privatrechtliche Rechtsformen (Aktiengesellschaft) werden dort keine Beamten mehr neu eingestellt. Damit ist der Bestand der aktiven Bundesbeamten zurückgegangen. Wegen der unterschiedlichen Ausgestaltung der Arbeits- bzw. Dienstverhältnisse im öffentlichen Dienst gibt es Forderungen aus dem Bereich der Gewerkschaften nach einem einheitlichen Arbeitsrecht im öffentlichen Dienst und einer Abschaffung des Berufsbeamtentums. Diskutiert wird auch – bei Berücksichtigung der hergebrachten Grundsätze des Berufsbeamtentums – Beamte an der Finanzierung der eigenen Altersversorgung in der aktiven Dienstzeit zu beteiligen (bislang werden hierfür die Ruhestandsbeamten aus den Haushalten der juristischen Personen des öffentlichen Rechts bezahlt).
Erwogen wird auch, nur noch Kernbereiche des Öffentlichen Dienstes von Beamten wie Polizei, Rechtspflege, Finanzverwaltung, Ministerialverwaltung versehen zu lassen und dafür andere Bereiche auszunehmen, beispielsweise Lehrer nicht mehr zu verbeamten. Im Bereich der Kommunalverwaltungen stellen Beamte bereits seit langem eine Minderheit der Beschäftigten dar. In den 1990er Jahren wurden die Beamtengesetze dahingehend geändert, Führungspositionen im Beamtenbereich nur noch mit Beamten auf Zeit zu besetzen; nach Zeitablauf findet eine Verlängerung statt oder der jeweilige Amtsträger fällt auf sein Ursprungsamt zurück. Die letztgenannte Regelung wurde durch Urteil des Bundesverfassungsgerichtes für unzulässig erklärt.
Andererseits werden Beamte zunehmend seitens ihrer Dienstherrn an privatrechtlich organisierte Unternehmen zugewiesen (§ 123a BRRG, seit 1. April 2009 § 20 BeamtStG) bzw. § 29 BBG; dies betrifft insbesondere Unternehmen, an denen die öffentliche Hand die Mehrheit als Eigentümer innehat.
Im Rahmen der Föderalismusreform 2006 wurde die Gesetzgebungszuständigkeit des Bundes für Beamtinnen und Beamte der Länder und Gemeinden, was das Laufbahn-, Besoldungs- und Versorgungsrecht betrifft, auf die 16 Bundesländer verlagert. Das Beamtenrechtsrahmengesetz (BRRG) wurde 2009 durch das nur noch wenige Grundsätze enthaltende Beamtenstatusgesetz ersetzt. Inzwischen haben alle Bundesländer ihr Beamtenrecht einschließlich der Besoldung und Versorgung eigenständig gestaltet. Somit werden beispielsweise die Beamten nach 17 verschiedenen Tabellen bezahlt, wobei die Unterschiede zwischen den Ländern (und dem Bund) bis zu einer Besoldungsgruppe ausmachen.

## Bundestagsausschuss für Beamtenrecht
Der 1. und 2. Deutschen Bundestag hatte einen Ausschuss für Beamtenrecht eingerichtet. Ab der 3. Legislaturperiode übernahm dessen Aufgabe der für Inneres zuständige Ausschuss.